# Silvio Iuvalé
Silvio Oscar Iuvalé (Pérez Millán, Provincia de Buenos Aires, Argentina, 7 de febrero de 1979) es un futbolista argentino. Juega como volante central y su primer equipo fue Central Córdoba de Rosario. Actualmente milita en Defensores de Belgrano de Villa Ramallo del Torneo Federal A.

## Biografía
Se inició en su pueblo Pérez Millán dónde hizo inferiores en Colonia Velaz, de allí pasaría al Club General San Martín. De San Martín pasaría a jugar en las inferiores de Newell's Old Boys de Rosario. Su debut fue en Central Córdoba de Rosario contra All Boys en el año 1999.

## Clubes
| Club                        | País      | Año       | PJ  | G |
| --------------------------- | --------- | --------- | --- | - |
| Central Córdoba de Rosario  | Argentina | 1998-2002 | 68  | 8 |
| Quilmes                     | Argentina | 2002-2003 | 25  | 0 |
| Juventud Antoniana de Salta | Argentina | 2003-2004 | 24  | 1 |
| Tiro Federal de Rosario     | Argentina | 2004-2006 | 39  | 3 |
| Gimnasia y Esgrima de Jujuy | Argentina | 2006-2011 | 141 | 5 |
| Atlético Tucumán            | Argentina | 2011-2012 | 37  | 0 |
| Sarmiento de Junín          | Argentina | 2012-2015 | 76  | 1 |
| Santamarina de Tandil       | Argentina | 2016      | 18  | 0 |
| Central Córdoba (SdE)       | Argentina | 2016-2017 | 27  | 2 |
| Defensores de Belgrano (VR) | Argentina | 2017-?    | 25  | 0 |

## Palmarés

### Campeonatos nacionales
| Título             | Club                    | País      | Año  |
| ------------------ | ----------------------- | --------- | ---- |
| Primera B Nacional | Tiro Federal de Rosario | Argentina | 2005 |